# Bundesrat (Alemanya)
El Bundesrat (Consell Federal, en català) és l'òrgan de representació dels setze  Estats Federats d'Alemanya, amb seu a l'antiga Sala de Senyors de Prússia (Preußischer Herrenhaus) a Berlín.
És un òrgan constitucional federatiu i legislatiu d'Alemanya. Encara que segons la Constitució alemanya oficialment no és part del Parlament federal, té pràcticament la funció d'una cambra alta (la cambra baixa seria el Bundestag).
El Bundesrat té per funció aprovar, rebutjar o sancionar les lleis federals que afecten les competències dels estats federats. Els seus membres són nomenats pels governs dels estats federats.

## Composició
La composició del Bundesrat és diferent de la d'altres òrgans legislatius representant estats federats (com, per exemple, el Senat dels EUA). En primer lloc, els seus membres no són elegits ni per vot popular ni pels parlamentaris regionals, sinó nomenats i retirats directament pels governs regionals. Normalment, són membres dels gabinets, sovint liderats pel mateix primer ministre de l'estat federat.
La quantitat de vots de cada estat federat depèn del nombre d'habitants (veure:Organització territorial d'Alemanya).

### Presidència
Per tradició, la presidència del Bundesrat canvia cada any de forma rotativa entre els primers ministres dels estats federats. El president del Bundesrat convoca i presideix les sessions de l'òrgan i és formalment responsable de la representació de la República Federal a la Cambra. És ajudat per tres vice-presidents que el substitueixen en cas d'absència.

## Estructura organitzativa
Com que el Bundesrat és molt més petit que el Bundestag, la seva estructura organitzativa no és tan extensa com la de la Cambra Baixa. Mentre el Bundestag sol tenir una cinquantena de sessions anuals, el Bundesrat té sessions plenàries només un cop al mes, per votar la legislació preparada pels comitès. Els membres de les delegacions dels estats no solen viure a Berlín i poques vegades participen en les sessions dels comitès, en el seu lloc hi assisteoxen funcionaris dels seus respectius ministeris. A més, els delegats reben ajuda de les representacions regionals (Landesvertretungen), que bàsicament funcionen com ambaixades dels estats federats a la capital federal.

## Tasques i importància política
L'autoritat legislativa del Bundesrat és subordinada a la del Bundestag. No obstant això, té un paper vital en la legislació alemanya. El Bundesrat ha d'aprovar totes les lleis procedents del Bundestag que afectin àrees polítiques per les quals la Constitució alemanya prevegi la "competència legislativa concurrent" entre estats federats i la Federació, a més de totes les lleis per l'administració són necessàries les autoritats regionals.
Al llarg de la història de la República Federal, el percentatge de lleis federals que requerien aprovació pel Bundesrat ha pujat constantment. Això és degut per una part al fet que els governs federals solien legislar cada vegada més en àrees abans reservades només a la legislació regional, per altra banda, que el Bundesrat va aconseguir imposar una idea més àmplia de quina lleis federals afectaven els interessos dels estats federats. Mentre el 1949 només el 10% de les lleis federals passaven pel Bundesrat, el 1993 van ser prop del 60%.
Per a aquest tipus de lleis i per als canvis constitucionals, el Bundesrat té un poder de vet absolut. A més, té un veto suspensiu per a tots els altres tipus de lleis, però, aquest vet suspensiu pot ser superat si la llei torna a aconseguir una majoria al Bundestag. Si una llei és vetada per dos terços del Bundesrat, per superar el veto ha d'aconseguir també una majoria de dos terços en el Bundestag.
En cas d'un vet absolut, el Bundesrat, el Bundestag o el Govern Federal poden convocar un comitè per negociar un compromís (Vermittlungsausschuss). Aquest comitè està compost per 16 membres del Bundestag i 16 del Bundesrat. Si s'arriba a un compromís, aquest ha de ser sotmès a vot tal com està a les dues cambres, si és rebutjat en alguna d'elles, el projecte de llei haurà fracassat.
El poder polític d'aquest veto absolut queda de manifest sobretot quan els partits d'oposició en el Bundestag obtenen una majoria al Bundesrat, la qual cosa va ser el cas gairebé constantment entre 1991 i 2005 (fins al 1998, amb majoria de la CDU al Bundestag i de l'SPD al Bundesrat, i des de 1999, al revés). En aquest cas, i com que, a diferència del Bundestag, el Bundesrat no pot ser dissolt en cap circumstància, l'oposició pot amenaçar de bloquejar el programa legislatiu del govern. D'aquesta manera, l'anticipació de les eleccions alemanyes de 2005 es va deure sobretot al fet que, amb la victòria en les eleccions regionals a Rin del Nord-Westfàlia, CDU i FDP havia guanyat una majoria de dos terços al Bundesrat, de manera que podia bloquejar tots els projectes de llei del govern de SPD i Verds.
A conseqüència d'aquesta amenaça constant de bloqueig (momentàniament apedaçada per la formació de la gran coalició de CDU i SPD a escala federal), durant els darrers anys es va dur a terme l'anomenada "reforma del federalisme" recolzada pels dos grans partits. Amb aquesta reforma, es pretén disminuir el percentatge de lleis que necessiten una aprovació pel Bundesrat, repartint de forma més inequívoca les competències entre la legislació federal i la regional.2019
Des de la reforma de 2006 de la Llei Fonamental de Bonn, passà de participar de manera decisiva en l'aprovació de lleis de més de la meitat d'aquestes al 40%.

## Composició perLand

Mapa de la composició segons els länder

|                                           | Land                             | Població   | Vots          | Grupa                       | Coalició | Ministre-President                |
| Escut de Baden-Württemberg                | Baden-Württemberg                | 10,744,921 | 6 █ █ █ █ █ █ | Die Grünen i CDU            | Neutral  | Winfried Kretschmann (Die Grünen) |
| Escut de Baviera                          | Baviera                          | 12,510,331 | 6 █ █ █ █ █ █ | CSU                         | Govern   | Horst Seehofer (CSU)              |
| Escut de Berlín                           | Berlín                           | 3,442,675  | 4 █ █ █ █     | SPD i CDU                   | Govern   | Michael Müller (SPD)              |
| Escut de Brandenburg                      | Brandenburg                      | 2,511,525  | 4 █ █ █ █     | SPD i Die Linke             | Neutral  | Dietmar Woidke (SPD)              |
| Escut de Bremen                           | Bremen                           | 661,716    | 3 █ █ █       | SPD i Die Grünen            | Neutral  | Carstensen Sieling (SPD)          |
| Escut d'Hamburg                           | Hamburg                          | 1,774,224  | 3 █ █ █       | SPD i Die Grünen            | Neutral  | Olaf Scholz (SPD)                 |
| Escut d'Hessen                            | Hessen                           | 6,061,951  | 5 █ █ █ █ █   | CDU i Grüne                 | Neutral  | Volker Bouffier (CDU)             |
| Escut de Mecklenburg-Pomerània Occidental | Mecklemburg-Pomerània Occidental | 1,651,216  | 3 █ █ █       | SPD i CDU                   | Govern   | Erwin Sellering (SPD)             |
| Escut de la Baixa Saxònia                 | Baixa Saxònia                    | 7,928,815  | 6 █ █ █ █ █ █ | SPD i Die Grünen            | Neutral  | Stephan Weil (SPD)                |
| Escut de Rin del Nord-Westfàlia           | Rin del Nord-Westfàlia           | 17,872,763 | 6 █ █ █ █ █ █ | SPD i Die Grünen            | Neutral  | Hannelore Kraft (SPD)             |
| Escut de la Renània-Palatinat             | Renània-Palatinat                | 4,012,675  | 4 █ █ █ █     | SPD, FDP i Die Grünen       | Neutral  | Malu Dreyer (SPD)                 |
| Escut de Saarland                         | Saarland                         | 1,022,585  | 3 █ █ █       | CDU i SPD                   | Govern   | Annegret Kramp-Karrenbauer (CDU)  |
| Escut de Saxònia                          | Saxònia                          | 4,168,732  | 4 █ █ █ █     | CDU i SPD                   | Govern   | Stanislaw Tillich (CDU)           |
| Escut de Saxònia-Anhalt                   | Saxònia-Anhalt                   | 2,356,219  | 4 █ █ █ █     | CDU, SPD i Die Grünen       | Neutral  | Reiner Haseloff (CDU)             |
| Escut de Slesvig-Holstein                 | Slesvig-Holstein                 | 2,832,027  | 4 █ █ █ █     | SPD, Die Grünen i SSW       | Neutral  | Torsten Albig (SPD)               |
| Escut de Turíngia                         | Turíngia                         | 2,249,882  | 4 █ █ █ █     | Die Linke, SPD i Die Grünen | Neutral  | Bodo Ramelow (Die Linke)          |
|                                           | Total                            | 81,249,257 | 69            |                             |          |                                   |

aEls Länder representats al Bundesrat estan normalment agrupats en tres grups, depenent dels partits que representen el seu govern:
- Govern: El govern del Land està format per partits que formen part del govern federal; aquest land normalment vota a favor de les proposicions de llei del govern federal.
- Oposició: El govern del Land està format per partits que no formen part del govern federal; aquest land normalment vota en contra de les proposicions de llei del govern federal.
- Neutral: El govern del Land està format per partits representats i no representats al govern federal; aquest land normalment vota per l'abstenció.